# Andriej Gieraszczenko
Andriej Alaksandrowіcz Gieraszczenko (ros. Андрей Александрович Геращенко; ur. 29 kwietnia 1970 w Mińsku) – białoruski strzelec specjalizujący się w skeecie, olimpijczyk z Pekinu.

## Życiorys
Białorusin zaczął uprawiać sport w 1997 roku. Jest praworęczny, mierzy z broni prawym okiem. Żonaty, ma jedno dziecko.

## Przebieg kariery
W 2008 wystartował w letniej olimpiadzie w Pekinie, na której zajął 34. pozycję z wynikiem 109 punktów.
W karierze wielokrotnie brał udział w mistrzostwach świata i mistrzostwach Europy. Najlepszy wynik na mistrzostwach globu osiągnął w 2009, zajmując 22. pozycję na mistrzostwach w Mariborze, natomiast najlepszy wynik na mistrzostwach Europy zawodnik osiągnął w 2000 roku, zajmując 32. pozycję na mistrzostwach rozgrywanych w Montecatini.